# Anjra
Anjra (en àrab أنجرة, Anjra; en amazic ⴰⵏⵊⴰⵔⴰ) és una comuna rural del Marroc, capital de la província de Fahs-Anjra, a la regió de Tànger-Tetuan-Al Hoceima, al Marroc. Segons el cens de 2014 tenia una població total de 16.081 persones. Limita a l'est amb la comuna de Taghramt; al nord, amb les comunes de Ksar El Majaz i Al-Ksar es-Seghir; a l'oest, amb les comunes de Malloussa i Jouamaa; i al sud amb la província de Tetuan.